# Zambrano Ridge
Zambrano Ridge är en bergstopp i Antarktis. Den ligger i Västantarktis. Argentina, Chile och Storbritannien gör anspråk på området. Toppen på Zambrano Ridge är 564 meter över havet, eller 56 meter över den omgivande terrängen. Bredden vid basen är 0,29 km.
Terrängen runt Zambrano Ridge är platt norrut, men söderut är den kuperad. Trakten är obefolkad. Det finns inga samhällen i närheten.